# Félix Marrero
Félix Víctor Marrero Morán (Las Palmas de Gran Canaria, 26 febbraio 1955) è un ex calciatore spagnolo, di ruolo centrocampista.

## Carriera
Giocò per tutta la sua carriera con il Las Palmas, squadra della sua città natale, nelle Isole Canarie.
Vinse la Segunda División spagnola 1984-1985 allenato da Roque Olsen.

## Palmarès

### Club

#### Competizioni nazionali
- Segunda División: 1

Las Palmas: 1984-1985